# Kyselina glutamová
Kyselina L-glutamová (symbol Glu nebo E) je kódovaná glukogenní neesenciální aminokyselina. V potravinářství se označuje kódem E 620. Její soli se nazývají glutamany (glutamáty), např. glutaman sodný nebo glutaman draselný.

## Příprava a výroba
Vyrábí se průmyslově ve velkém množství hydrolýzou bílkovin a následným dělením směsi aminokyselin, zejména z hydrolyzátu kvasinek pěstovaných na substrátech obsahujících škrob (zejména brambory, mouka, cukrová řepa, melasa apod.).

## Chemické vlastnosti

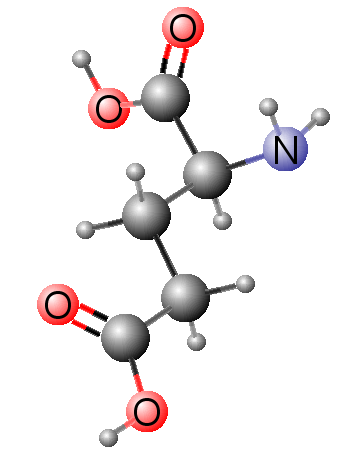
Model molekuly kys. L-glutamové

Vzhledem k přítomnosti dvou karboxylových skupin v molekule vykazuje kyselina L-glutamová slabě kyselou reakci; proto se řadí ke kyselým aminokyselinám, spolu s kyselinou L-asparagovou.
Protože má v molekule jedno chirální centrum, uhlíkový atom, k němuž je připojena karboxylová a aminová skupina, existuje kyselina glutamová ve dvou stereoizomerech, jako kyselina L-glutamová a kyselina D-glutamová, které mají stejné fyzikální vlastnosti s výjimkou optické aktivity. Živé organismy však většinou vytváří pouze proteiny obsahující L-formu. Výjimkou jsou neribozomální peptidy nebo proteiny dodatečně modifikované pomocí izomeráz, jedná se typicky o toxiny. D-glutamová kyselina je také významnou složkou peptidoglykanu z bakteriální buněčné stěny.
Její barnatá a zinečnatá sůl jsou špatně rozpustné ve vodě, čehož se využívá k jejímu dělení od směsi jiných aminokyselin. Její kodóny jsou GAA, GAG.

## Fyziologický význam

### Neurotransmise
Glutamát jako konjugovaná báze kyseliny je hlavní excitační transmiter v CNS a rychlá excitační glutamátergní transmise je podkladem přenosu a zpracování informací v celém mozku (ostatní transmiterové systémy mají pouze buď inhibiční nebo modulační funkce). V intermediárním metabolismu produkován transaminací alfa-ketoglutarátu a resyntéza přes glutamin.

#### Zpětné vychytávání arecyklace
K vychytávní dochází pomocí EAAT (excitatory amino acid transporter), který má 5 podtypů, přičemž EAAT1-2 je primárně astrogliální (rodent GLAST, resp. GLT-1), EAAT3-4 je výlučně neuronální a EAAT5 se vyskytuje pouze v sítnici. Vychytávací mechanismy jsou velmi efektivní a rychlé, což je nutná podmínka rychlého a přesného přenosu informací, proto je extracelulární koncentrace glutamátu za fyziologických okolností enormně nízká a při patologických stavech zvýšení koncentrace glutamátu vede k excitotoxicitě. K jeho distribuci se užívá vesikulární transportér VGLUT 1-3 a k recyklaci glutamát-glutaminový cyklus.

#### Receptory glutamátu
Mezi ionotropní glutamátu patří AMPA receptory, NMDA receptory a kainátové a mezi metabotropní pak mGluR1-5.

#### Klinické aspekty
U ischémie dochází k selhání znovu vychytávacích mechanismů (ztráta hnacího iontového gradientu) a riziko Glu excitotoxicity v důsledku přehnané aktivace synaptických receptorů a nefyziologické aktivace extrasynaptických receptorů.
Schizofrenii provází funkční (narušená NMDA signalizace) i strukturální změny glutamátergního systému, části dány abnormálním vývojem, tj. defektní migrace a pruning a abnormální konektivita mezi některými oblastmi a systémy (konektopatie).

#### Syntéza
Kyselina L-glutamová se uplatňuje v řadě reakcí, zejména při přenosu aminových skupin NH2 (viz transaminace) mezi jinými aminokyselinami. Tato reakce je v organismu řízena enzymem aminotransferázou (transaminázou), přičemž kyselina L-glutamová je v rovnováze s kyselinou.2-oxoglutarovou. S touto reakcí úzce souvisí i oxidační deaminace kyseliny glutamové působením enzymu glutamátdehydrogenáza, takže vzniká významný dvojitý cyklus, zjednodušeně popsaný následujícím schématem:

### Syntéza glukozy a transport tuků
Produkt deaminace - kyselina 2-oxoglutarová - je důležitým meziproduktem při přeměně kyseliny glutamové na glukosu.
Kyselina glutamová se podílí též na metabolizmu tuků. Hraje důležitou roli v detoxikaci amoniaku v organizmech. Podílí se na přenosu iontů draslíku mezi krevním řečištěm a mozkovou tkání. Kromě toho je kyselina glutamová prekurzorem biosyntézy neesenciálních aminokyselin glutaminu a prolinu. Glutamová kyselina je nejdůležitějším excitačním (budivým) neurotransmiterem v centrální nervové soustavě (zajišťuje až 75 % excitace) a v sítnici; váže se na různé glutamátové receptory. Dekarboxylací glutamátu v buňkách vzniká naopak tlumivý neurotransmiter GABA (kyselina γ-aminomáselná) podle této rovnice:
Vzhledem k tomu, že se ve značném množství nachází i v prostatě, zdá se, že zde má významnou, byť dosud plně neobjasněnou funkci.

## Použití
V lékařství se uvažuje o jejím využití zejména při léčbě neurologických poruch jako např. epilepsie, Parkinsonovy nemoci, mentální retardace, poruch osobnosti, poruch v chování (zejména u dětí), dále pak k potlačování svalové dystrofie, hypoglykemického kómatu, při léčbě žaludečních vředů aj.[zdroj?]
V potravinářství se kyselina L-glutamová používá jako stabilizátor barviv nebo jako antioxidant; české a evropské právní normy vyžadují uvedení jejího použití v potravinářských výrobcích na jejich obalech. Značné množství kyseliny se průmyslově přeměňuje neutralizací hydroxidem sodným
HOOC-CH(NH2)-CH2-CH2-COOH + NaOH → HOOC-CH(NH2)-CH2-CH2-COONa + H2O
na její monosodnou sůl (glutaman sodný), která slouží k ochucování potravin.

## Zdravotní rizika
Předávkování kyselinou glutamovou může způsobovat přechodné zdravotní problémy, zejména bolesti hlavy (migréna), případně i různé neurologické potíže. Podle některých zdrojů může vyvolávat rovněž záchvaty u určitých forem epilepsie.
V červenci 2017 Evropský úřad pro bezpečnost potravin (EFSA) zveřejnil hodnocení bezpečnosti glutamátů a stanovil přijatelný denní příjem 30 miligramů na kilogram tělesné hmotnosti. Zároveň doporučil přezkoumat maximální limity pro glutamáty přidávané do potravin, např. pro jemné pečivo, polévky a bujóny, omáčky, maso a masné výrobky, koření a doplňky stravy.